# Taraxacum holmenianum
Taraxacum holmenianum là một loài thực vật có hoa trong họ Cúc. Loài này được Sahlin miêu tả khoa học đầu tiên năm 1983.